# گاگارین (ازبکستان)
گاگارین یا قاقارین (به ازبکی: Gagarin) یک منطقهٔ مسکونی در ازبکستان است که در ولایت جیزک واقع شده‌است. گاگارین ۲۰٬۲۲۰ نفر جمعیت دارد.